# トーリー・デモクラシー

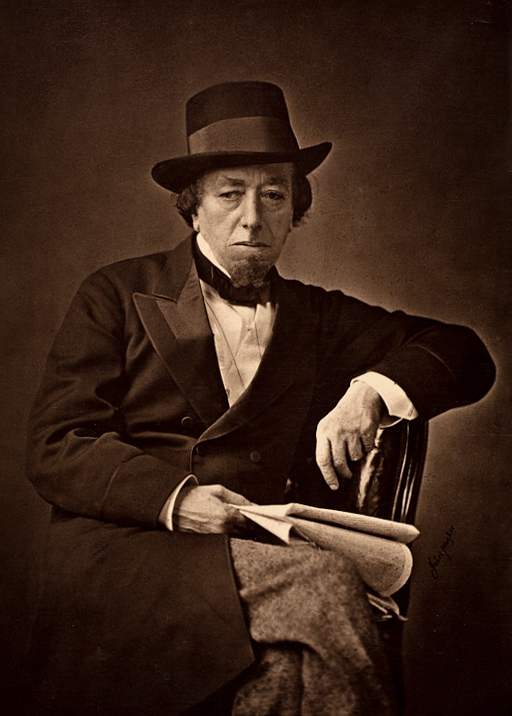
トーリー・デモクラシー生みの親であるベンジャミン・ディズレーリ

トーリー・デモクラシー（英：Tory democracy）とは、一国保守主義（英 :One-nation conservatism）や一国主義（one-nationism）とも呼ばれ、イギリスの政治保守主義のパターナリスティックな形態である。それは、一般人に利益をもたらすように設計された社会的・経済的プログラムと組み合わせて、政治的民主主義の中で確立された制度や伝統的な原則の保存を提唱している。この政治哲学によれば、社会は人工的なものではなく、有機的に発展していくべきであるとしている。それは、社会の構成員が互いに義務を負っていると主張する。特にパターナリズムを強調し、特権を与えられた富裕層は、貧困層への再分配を履行する限りにおいて、特権による恩恵を受け続けることを意味する。また、エリート層は企業家の利益だけで社会の善を識別するのではなく、労働者と経営者を含むすべての階級の利益を調整するために働くべきであると主張する。

## 起源
「一国トーリー」という表現は、保守党の主任スポークスマンを務め、1868年2月に首相になったベンジャミン・ディズレーリに端を発している。彼は労働者階級の人々にアピールするためにこのイデオロギーを考案し、労働者の保護を強化するだけでなく、工場法・健康法を通じた生活の改善を期待した。このイデオロギーは、ディズレーリ政権期に大きく取り上げられ、その間、イギリス議会で相当数の社会改革が可決された。19世紀末になると、保守党はパターナリズムから自由市場資本主義支持へと路線変更した。20世紀前半には、過激主義への恐れから、一国保守主義が復活し、保守党は戦後コンセンサスを通じてこの哲学を支持し続けた。一国主義の考え方は、労働党政府のケインズ主義的な経済介入、福祉国家の形成、国民保健サービスへの寛容さに影響を与えた。Iain Macleod、Edward Heath、Enoch Powellのおかげで、1950年以降の特別な注意は、党のコアリションにおける貧しい者と労働者階級のためのサポートを約束した一国保守主義に払われた。
後年、マーガレット・サッチャーのような指導者によって支持された新右派が台頭した。保守主義のこの層は、一国主義的な考え方を拒否し、国の社会的、経済的な問題の原因を福祉国家とケインズ政策に求めた。一方で、21世紀に入ると、保守党の指導者たちは公に一国主義を支持しはじめた。例えば、2005年から2016年まで保守党を率いたデーヴィッド・キャメロンは、お気に入りの保守党員としてディスレーリを挙げており、一部のコメンテーターや国会議員は、キャメロンのイデオロギーには一国主義の要素が含まれていると示唆している 。他のコメンテーターは、キャメロン政権が一国保守主義をどの程度体現しているのかを疑問視しており、代わりにサッチャリズムの知的伝統の中に位置づけることにしている 。2016年、キャメロンの後継者であるテリーザ・メイは、首相としての最初の演説で自分自身を一国保守主義者と呼び、一国主義の原則に焦点を当てていることを概説した。メイの後継者であるボリス・ジョンソンも同様の主張をしている 。
なお、本記事では原則として、ディズレーリ及び彼の同時代（19世紀後半）におけるディズレーリ的保守主義を「トーリー・デモクラシー」、それ以降における同様の政治思想について「一国保守主義」ないし「一国主義」と便宜上区別して解説する。

## 政治哲学
トーリー・デモクラシーは、イギリスの保守党首・首相ベンジャミン・ディスレーリによって構想されたもので、『Coningsby』（1844年）と『Sybil』（1845年）という小説2作品の中で自身の政治哲学を概説している  。ディズレーリの保守主義は、社会階級はそのままに、労働者階級はエスタブリッシュメントからの支援を受けるパターナリスティックな社会を提案し、個人主義よりも社会的義務の重要性を強調した。この思想は、イギリスが工業化と不平等拡大により、富裕層と貧困層の2つの階層に分裂し、国として弱体化することをディズレーリが恐れたために考案されたといわれる。トーリー・デモクラシーは、この分裂に対する彼の解決策であり、国民の生活を改善し、社会的支援を提供し、労働者階級を保護するための措置であった。
ディズレーリは、異なる階級が互いに生得の義務を負う有機的な社会という彼の信念によって自身のアイデアを正当化した。彼は、社会を自然に階層化されたものとしてみて、上の階層の者が下の階層の者を扶助する義務を強調した。これは、貴族には寛大で高潔な義務があると主張した封建的なノブレス・オブリージュの概念を引き継いだものであった。これは政府がパターナリスティックであるべきだとディズレーリが考えていることを暗示していた。20世紀後半の新右派とは異なり、この一国主義的保守主義は、そのアプローチをプラグマティックで非イデオロギー的なものとしている。トーリー・デモクラシー支持者は、柔軟な政策の必要性を受け入れ、社会の安定のためにイデオロギー的な敵対者との妥協を求めてきたと言うだろう。ディズレーリは、支配階級が人々の苦しみに無関心になれば、社会は不安定になり、革命が起こりかねないと主張することで、彼の見解をプラグマティズムの観点から正当化した。

## 歴史
ディズレーリは、倫理的な理由と選挙上の理由の両方からトーリー・デモクラシーを採用した。彼が保守党の党首になる前に可決された1867年の第2次選挙法改正によって男性労働者階級にも選挙権が拡大されていた。そのためディズレーリは、党が選挙で勝利するためには社会改革を追求する必要があると主張した。彼は、一国主義は貧しい人々の条件を改善し、これにより主要な敵対勢力である自由党を「利己的な個人主義者」として描写することができると感じていた。
政権期間中、ディスレーリは、彼のトーリー・デモクラシーを支持し、博愛的なヒエラルキーを作ることを目指した一連の社会改革を主宰した。彼は、雇用者・被雇用者間の法律状態を評価するために王立委員会を任命し、リチャード・クロスらにより、「雇用者・労働者法」が1875年に成立した。この法律により、産業界の双方が法の前に平等になり、契約違反は刑事事件ではなく民事事件扱いとなった。また、クロスらの努力により、労働者のグループが行った行為が共謀罪として起訴されないようにすることで、労働者のストライキ権を確立した「共謀罪・財産保護法」を同年に可決した。 
19世紀末までに、保守党は一国主義のイデオロギーから離れ、無制限の資本主義と自由な企業を支持するようになっていた。戦間期には、ボリシェヴィズムに対する国民の不安が保守党を一国主義に戻した。保守党は国民統合の党と定義し、穏健な改革を支持し始めた。大恐慌の影響がイギリスにも波及すると、保守党はさらに大きなレベルの国家介入に引き込まれた。保守党のネヴィル・チェンバレンとスタンリー・ボールドウィンは、介入主義的で一国主義的なアプローチを追求し、国民の広範な支持を得た。1950〜60年代のコンセンサスを通じて、保守党はディスレーリに触発された一国主義の保守派に支配され続けた。その理念は、ラブ・バトラー率いる新保守運動によって更新され、発展していった。新保守主義は、福祉を必要としている人に集中させ、国家への依存を助長するのではなく、貧困脱出を目指す自助努力を奨励することで、アンソニー・クロスランドの社会主義との差別化を図ろうとした。
1970年代半ばまで、保守党はほとんどが一国保守派に支配されていた。保守政治における新右派の台頭は、一国保守主義への批判につながった。新右派の思想家たちは、ケインズ経済学や福祉国家が経済や社会にダメージを与えたと主張した。1978-1979年の「不満の冬」では、労働組合が日常生活に大きな影響を与える産業行動をとったが、新右派はこの現象について、国家の行き過ぎた拡張を例示するものとして描写した。マーガレット・サッチャーのような人物は、国家の衰退を逆転させるためには、個人主義の古い価値観を復活させ、福祉国家によって作られたと感じていた依存文化に挑戦する必要があると考えていた。
2010年総選挙における保守党のマニフェストには、国民所得の0.7％を十分に対象を絞った援助に費やすことを約束するなど、一国保守主義の項目が含まれていた。2006年には、保守党のアンドリュー・タイリー議員が、キャメロン党首がディスレーリの一国主義を踏襲していると主張するパンフレットを出版した。保守党と過去につながりがあったといわれるイギリスの政治理論家フィリップ・ブロンドは、一国保守主義の刷新を提唱している。
また、2010年にはロンドン市長（当時）で保守党員として知られるボリス・ジョンソンが自身の政治哲学を次のように説明している。
私は一国保守主義者だ。富裕層には貧困層への扶助義務があると考える。しかし、この義務の徹底のために、富裕層がこの街やこの国を離れることを余儀なくされるほど厳格かつ悪質な財政的罰則を設けなければならないのだとすれば、私はこの義務の実現に手を貸すつもりはない。私はロンドンが競争力のある、ダイナミックなビジネスの場になってほしいと思っている。
2019年には、議会内に「一国保守主義者連盟」が設立された。